# XIII Spadochronowe Mistrzostwa Polski w Akrobacji Zespołowej RW-4 Ostrów Wielkopolski 2005
XIII Spadochronowe Mistrzostwa Polski w Akrobacji Zespołowej RW-4 Ostrów Wielkopolski 2005 – odbyły się 9–11 września 2005 na lotnisku Ostrów Wielkopolski-Michałków. Gospodarzem Mistrzostw był Aeroklub Ostrowski i Pyrlandia Boogie, a organizatorem Aeroklub Ostrowski, Pyrlandia Boogie i Aeroklub Polski. Skoki wykonywano z wysokości 3 050 metrów (10 000 stóp) i opóźnieniem 35 sekund. Wykonano 10 kolejek skoków.

## Rozegrane kategorie
Zawody rozegrano w jednej kategorii:
- Akrobacja zespołowa RW-4.

## Kierownictwo Mistrzostw
- Dyrektor zawodów – Tadeusz Malarczyk (Dyrektor Aeroklubu Ostrowskiego)
- Sędzia Główny – Ryszard Koczorowski
- Jeden z sędziów – Jan Isielenis

Źródło: 

## Medaliści
Medalistów XIII Spadochronowych Mistrzostw Polski w Akrobacji Zespołowej RW-4 Ostrów Wielkopolski 2005 podano za: Lidia Kosk: Wyniki Mistrzostw Polski w Formation Skydiving, lata 1989–2014. [dostęp 2021-02-08]. (pol.). i Jan Isielenis, Archiwum Sekcji Spadochronowej Aeroklubu Gliwickiego, 2005. Brak numerów stron w książce
| Konkurencja                     | Złoto               | Srebro              | Brąz         |
| Akrobacja zespołowa RW-4 – MP   | Un4Given AFF.com.pl | Quatrons FS         | WKS Skrzydło |
| Akrobacja zespołowa RW-4 – Open | NMPV                | Un4Given AFF.com.pl | Quatrons FS  |

## Wyniki
Wyniki Uczestników XIII Spadochronowych Mistrzostw Polski w Akrobacji Zespołowej RW-4 Ostrów Wielkopolski 2005 podano za: Jan Isielenis, Archiwum Sekcji Spadochronowej Aeroklubu Gliwickiego, 2005. Brak numerów stron w książce
W zawodach brało udział 6 zespołów  Polska i 1 z  Belgia.
| Klasyfikacja – Akrobacja zespołowa RW-4 Mistrzostwa Polski | Klasyfikacja – Akrobacja zespołowa RW-4 Mistrzostwa Polski                                                              | Klasyfikacja – Akrobacja zespołowa RW-4 Mistrzostwa Polski | Klasyfikacja – Akrobacja zespołowa RW-4 Mistrzostwa Polski | Klasyfikacja – Akrobacja zespołowa RW-4 Mistrzostwa Polski | Klasyfikacja – Akrobacja zespołowa RW-4 Mistrzostwa Polski | Klasyfikacja – Akrobacja zespołowa RW-4 Mistrzostwa Polski | Klasyfikacja – Akrobacja zespołowa RW-4 Mistrzostwa Polski | Klasyfikacja – Akrobacja zespołowa RW-4 Mistrzostwa Polski | Klasyfikacja – Akrobacja zespołowa RW-4 Mistrzostwa Polski | Klasyfikacja – Akrobacja zespołowa RW-4 Mistrzostwa Polski | Klasyfikacja – Akrobacja zespołowa RW-4 Mistrzostwa Polski | Klasyfikacja – Akrobacja zespołowa RW-4 Mistrzostwa Polski |
| ---------------------------------------------------------- | --- | ---------------------------------------------------------- | ---------------------------------------------------------- | ---------------------------------------------------------- | ---------------------------------------------------------- | ---------------------------------------------------------- | ---------------------------------------------------------- | ---------------------------------------------------------- | ---------------------------------------------------------- | ---------------------------------------------------------- | ---------------------------------------------------------- | ---------------------------------------------------------- |
| Miejsce                                                    | Drużyna | Kolejka                                                    | Kolejka                                                    | Kolejka                                                    | Kolejka                                                    | Kolejka                                                    | Kolejka                                                    | Kolejka                                                    | Kolejka                                                    | Kolejka                                                    | Kolejka                                                    | Razem                                                      |
| Miejsce                                                    | Drużyna | I                                                          | II                                                         | II                                                         | IV                                                         | V                                                          | VI                                                         | VII                                                        | VIII                                                       | IX                                                         | X                                                          | Razem                                                      |
| 1                                                          | Un4Given AFF.com.pl Sebastian Dratwa, Maciej Tracewski, Marek Nowakowski, Dariusz Filipowski, Dawid Wiśniewski (kamera) | 13                                                         | 11                                                         | 11                                                         | 14                                                         | 11                                                         | 13                                                         | 13                                                         | 11                                                         | 11                                                         | 11                                                         | 119                                                        |
| 2                                                          | Quatron FS | 9                                                          | 7                                                          | 6                                                          | 8                                                          | 6                                                          | 4                                                          | 10                                                         | 5                                                          | 7                                                          | 5                                                          | 67                                                         |
| 3                                                          | WKS Skrzydło | 9                                                          | 7                                                          | 7                                                          | 7                                                          | 7                                                          | 6                                                          | 6                                                          | 6                                                          | 4                                                          | 7                                                          | 66                                                         |
| 4                                                          | Pyrlandia Ostrów Wielkopolski                                                                                           | 5                                                          | 2                                                          | 5                                                          | 5                                                          | 4                                                          | 6                                                          | 8                                                          | 5                                                          | 4                                                          | –                                                          | 44                                                         |
| 5                                                          | Wawel Kraków | 2                                                          | 3                                                          | 3                                                          | 6                                                          | 5                                                          | 5                                                          | 0                                                          | 4                                                          | –                                                          | –                                                          | 28                                                         |
| 6                                                          | TWINS Zbigniew Izbicki, Tomasz Kurczyna, Ziemowit Nowak, Marcin Wilk, Szymon Szpitalny (kamera)                         | 3                                                          | 1                                                          | 2                                                          | 4                                                          | 3                                                          | 3                                                          | 3                                                          | 3                                                          | –                                                          | –                                                          | 22                                                         |

| Klasyfikacja – Akrobacja zespołowa RW-4 Open | Klasyfikacja – Akrobacja zespołowa RW-4 Open                                                                            | Klasyfikacja – Akrobacja zespołowa RW-4 Open | Klasyfikacja – Akrobacja zespołowa RW-4 Open | Klasyfikacja – Akrobacja zespołowa RW-4 Open | Klasyfikacja – Akrobacja zespołowa RW-4 Open | Klasyfikacja – Akrobacja zespołowa RW-4 Open | Klasyfikacja – Akrobacja zespołowa RW-4 Open | Klasyfikacja – Akrobacja zespołowa RW-4 Open | Klasyfikacja – Akrobacja zespołowa RW-4 Open | Klasyfikacja – Akrobacja zespołowa RW-4 Open | Klasyfikacja – Akrobacja zespołowa RW-4 Open | Klasyfikacja – Akrobacja zespołowa RW-4 Open |
| -------------------------------------------- | --- | -------------------------------------------- | -------------------------------------------- | -------------------------------------------- | -------------------------------------------- | -------------------------------------------- | -------------------------------------------- | -------------------------------------------- | -------------------------------------------- | -------------------------------------------- | -------------------------------------------- | -------------------------------------------- |
| Miejsce                                      | Drużyna | Kolejka                                      | Kolejka                                      | Kolejka                                      | Kolejka                                      | Kolejka                                      | Kolejka                                      | Kolejka                                      | Kolejka                                      | Kolejka                                      | Kolejka                                      | Razem                                        |
| Miejsce                                      | Drużyna | I                                            | II                                           | II                                           | IV                                           | V                                            | VI                                           | VII                                          | VIII                                         | IX                                           | X                                            | Razem                                        |
| 1                                            | NMPV | 20                                           | 16                                           | 16                                           | 16                                           | 14                                           | 16                                           | 18                                           | 15                                           | 15                                           | 13                                           | 159                                          |
| 2                                            | Un4Given AFF.com.pl Sebastian Dratwa, Maciej Tracewski, Marek Nowakowski, Dariusz Filipowski, Dawid Wiśniewski (kamera) | 13                                           | 11                                           | 11                                           | 14                                           | 11                                           | 13                                           | 13                                           | 11                                           | 11                                           | 11                                           | 119                                          |
| 3                                            | Quatron FS | 9                                            | 7                                            | 6                                            | 8                                            | 6                                            | 4                                            | 10                                           | 5                                            | 7                                            | 5                                            | 67                                           |
| 4                                            | WKS Skrzydło | 9                                            | 7                                            | 7                                            | 7                                            | 7                                            | 6                                            | 6                                            | 6                                            | 4                                            | 7                                            | 66                                           |
| 5                                            | Pyrlandia Ostrów Wielkopolski                                                                                           | 5                                            | 2                                            | 5                                            | 5                                            | 4                                            | 6                                            | 8                                            | 5                                            | 4                                            | –                                            | 44                                           |
| 6                                            | Wawel Kraków | 2                                            | 3                                            | 3                                            | 6                                            | 5                                            | 5                                            | 0                                            | 4                                            | –                                            | –                                            | 28                                           |
| 7                                            | TWINS Zbigniew Izbicki, Tomasz Kurczyna, Ziemowit Nowak, Marcin Wilk, Szymon Szpitalny (kamera)                         | 3                                            | 1                                            | 2                                            | 4                                            | 3                                            | 3                                            | 3                                            | 3                                            | –                                            | –                                            | 22                                           |